# São João de Negrilhos
São João de Negrilhos es una freguesia portuguesa del concelho de Aljustrel, con 76,59 km² de área y 1 723 habitantes (2001). Densidad de población: 22,5 hab/km².